# کالکیس (آلاباما)
کالکیس (به انگلیسی: Calcis) یک منطقهٔ مسکونی در ایالات متحده آمریکا است که در شهرستان شلبی، آلاباما واقع شده‌است. کالکیس ۱۶۳٫۰۷ متر بالاتر از سطح دریا واقع شده‌است.